# Дінтер
Дінтер (нід. Dinther) — село в нідерландській провінції Північний Брабант. Входить до муніципалітету Бернгезе.
Його площа становить 2,91 км², а населення станом на 2021 рік складало 6 580 осіб.
До 1969 року мало статус окремого муніципалітету.

## Галерея

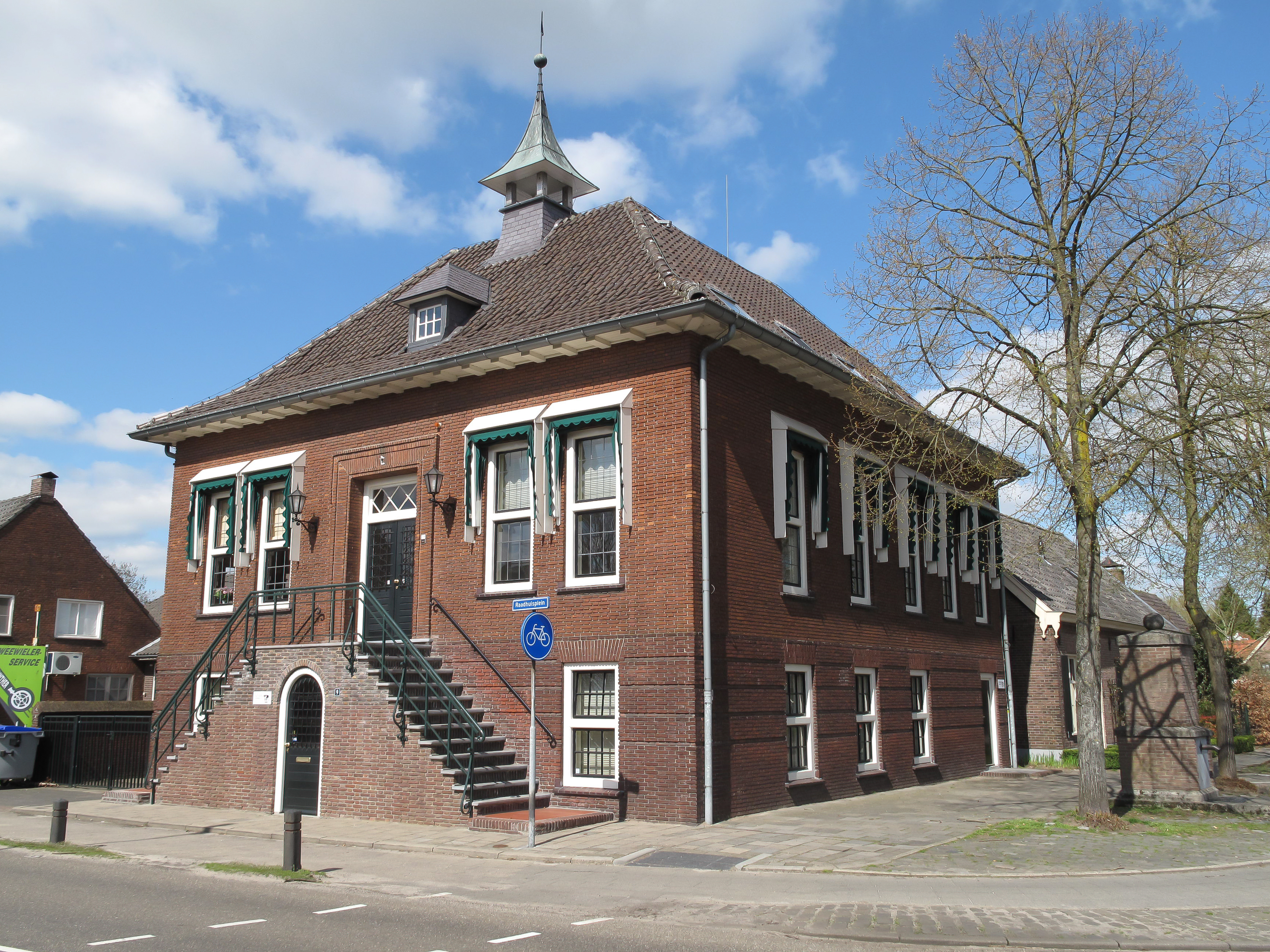
Будівля колишньої мерії
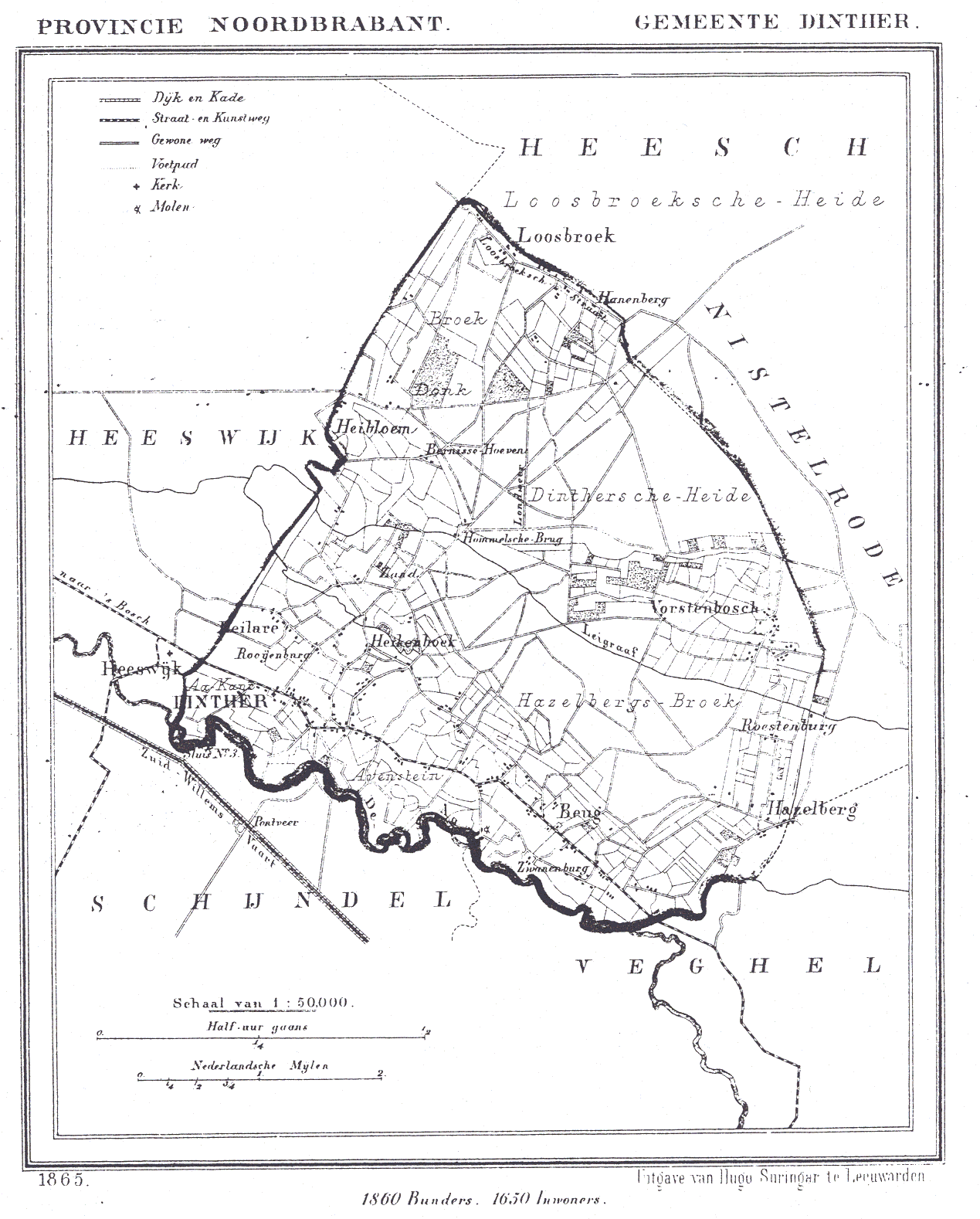
Мапа Дінтера (1865)